# 몬테 카시노
몬테카시노 대수도원(오늘날 보통 몬테카시노로 표기)은 라티나 계곡의 로마 남동쪽 약 130 킬로미터 (80 mi) 떨어진 바위 언덕에 있는 가톨릭 베네딕도회 수도원이다. 고대 로마 도시 카시눔 부지에 위치한 이곳은 누르시아의 베네딕토 자신이 529년경에 설립한 베네딕도회의 첫 번째 본거지이다. 베네딕도 규칙서는 몬테카시노 공동체를 위해 작성되었다.
몬테카시노에 세워진 첫 번째 수도원은 570년경 침략하는 랑고바르드인에 의해 약탈당하고 버려졌다. 첫 번째 수도원에 대해서는 거의 알려진 바가 없다. 두 번째 수도원은 교황 그레고리오 2세의 제안과 랑고바르드 공작 베네벤토의 로무알드 2세의 지원으로 718년경 브레시아의 페트로낙스에 의해 설립되었다. 이곳은 교황에게 직접적으로 종속되었으며, 이탈리아의 많은 수도원들이 그 권한 아래 있었다. 883년, 수도원은 사라센에 의해 다시 약탈당하고 버려졌다. 수도승 공동체는 수도원이 949년에 재건되기 전까지 처음에는 테아노 (도시)에, 그 다음에는 914년부터 카푸아에 거주했다. 망명 기간 동안 클뤼니 개혁이 공동체에 도입되었다.
11세기와 12세기는 수도원의 황금기였다. 수도원은 몬테카시노 주변의 넓은 세속 영토인 소위 테라 상크티 베네딕티("성 베네딕토의 땅")를 획득하여 성으로 강력하게 요새화했다. 동방정교와 좋은 관계를 유지했으며, 심지어 비잔틴 황제의 후원도 받았다. 비잔틴 장인들을 고용하여 순수 예술과 공예를 장려했다. 1057년, 교황 빅토르 2세는 몬테카시노의 아빠스를 다른 모든 아빠스보다 우월하다고 인정했다. 많은 수도승들이 주교와 추기경이 되었으며, 세 명의 교황이 이 수도원에서 배출되었다: 스테파노 9세 (1057-58), 빅토르 3세 (1086-87), 젤라시오 2세 (1118-19). 이 기간 동안, 수도원 연대기인 Chronica sacri monasterii casinensis는 그들 중 두 명인 오스티아의 레오 추기경과 부제 베드로(또한 문서집을 편찬했다)에 의해 작성되었다.
13세기에는 수도원의 쇠퇴가 시작되었다. 1239년, 프리드리히 2세 (신성 로마 황제)는 교황청과의 전쟁 중 수도원에 병력을 주둔시켰다. 1322년, 교황 요한 22세는 수도원을 주교구로 승격시켰으나, 이는 1367년에 폐지되었다. 건물은 1349년 지진으로 파괴되었고, 1369년 교황 우르바노 5세는 모든 베네딕토회 수도원에 재건 자금을 지원하도록 기여를 요구했다. 1454년, 수도원은 in commendam으로 지정되었고, 1504년에는 파두아의 산타 주스티나 대수도원에 종속되었다.
1799년, 몬테카시노는 프랑스 혁명 전쟁 중 프랑스군에 의해 다시 약탈당했다. 수도원은 1866년 이탈리아 정부에 의해 해산되었다. 건물은 국립 기념물이 되었고, 수도승들은 그 보물들의 관리자가 되었다. 1944년 제2차 세계 대전 중, 이곳은 몬테카시노 전투의 현장이었고, 건물은 연합군의 폭격으로 파괴되었다. 전쟁 후 재건되었다.
제2차 바티칸 공의회의 개혁 이후, 수도원은 로마 가톨릭교회 내에서 몇 안 되는 독립 대수도원 중 하나가 되었다. 2014년 10월 23일, 교황 프란치스코는 바오로 6세 (1976)의 자의교서 「교회」(Ecclesia Catholica)의 규범을 수도원에 적용하여, 모든 53개 본당을 관할권에서 제외하고 영적 관할권을 수도원 자체로 축소하면서도 독립 대수도원의 지위를 유지했다. 수도원 교회와 수도원이 있는 땅을 제외한 수도원의 이전 영토는 소라-카시노-아퀴노-폰테코르보 교구로 이전되었다. 교황 프란치스코는 동시에 도나토 올리아리 신부를 새로운 아빠스로 임명했으며, 그는 성 베네딕토의 192번째 후임자로 봉사하게 될 것이다. 2015년 현재, 수도승 공동체는 13명의 수도승으로 구성되어 있다. 올리아리의 뒤를 이어 안토니오 루카 팔리카가 2023년 아빠스가 되었다.

## 역사

### 고대사

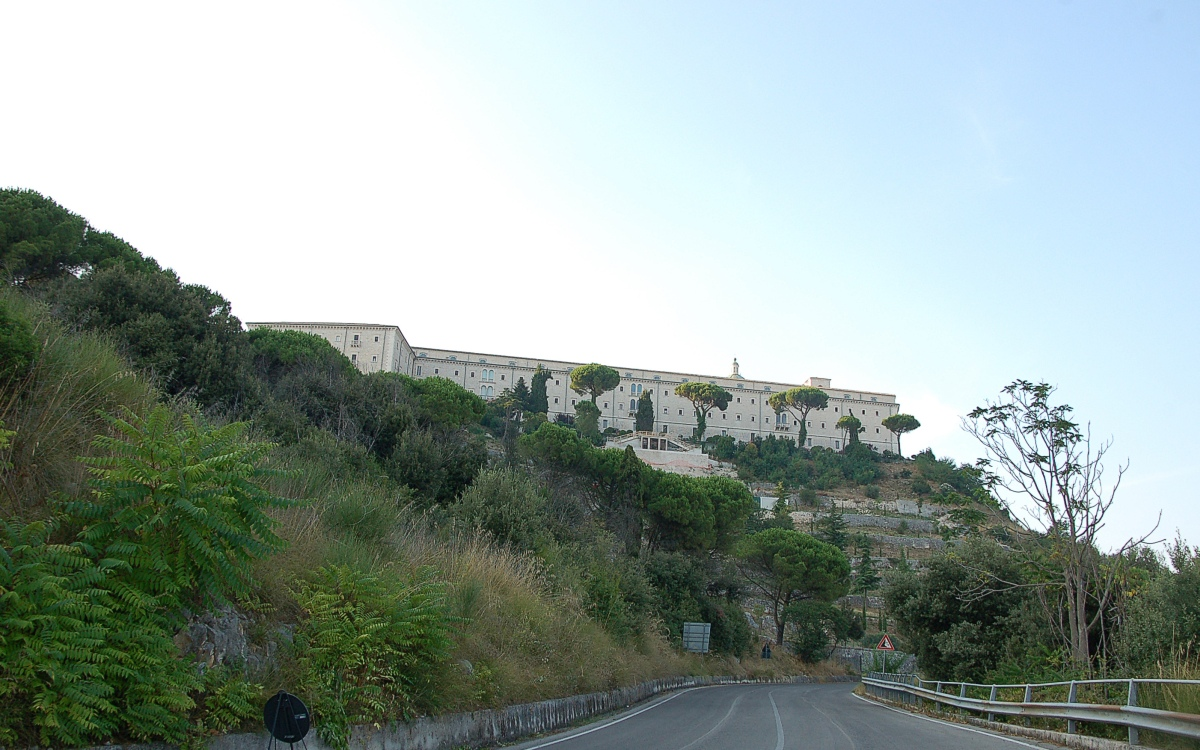
"높은 산"의 절벽

몬테카시노의 역사는 인근 도시인 카시노와 연결되어 있는데, 이 도시는 기원전 5세기 중부 이탈리아의 많은 부분을 점령했던 볼스키족에 의해 처음 정착되었다. 몬테카시노 정상에 처음으로 성채를 건설한 것도 이들이었다. 이 지역의 볼스키족은 기원전 312년에 로마인들에게 패배했다. 로마인들은 이 정착지를 카시눔이라고 명명하고 성채에 아폴론 신전을 지었다. 현대 발굴에서는 신전의 흔적은 발견되지 않았지만, 원형극장, 극장, 영묘의 기념비적인 유적들은 로마 도시의 부를 보여준다.
로마 제국이 기독교를 채택한 지 여러 세대가 지난 후, 이 도시는 서기 5세기에 주교좌가 되었다. 강력한 방어 시설이 부족하여 이 지역은 야만족의 공격을 받았고, 몇몇 힘겹게 버티는 주민들만 남은 채 버려지고 방치되었다.

### 베네딕토 시대 (530–547)

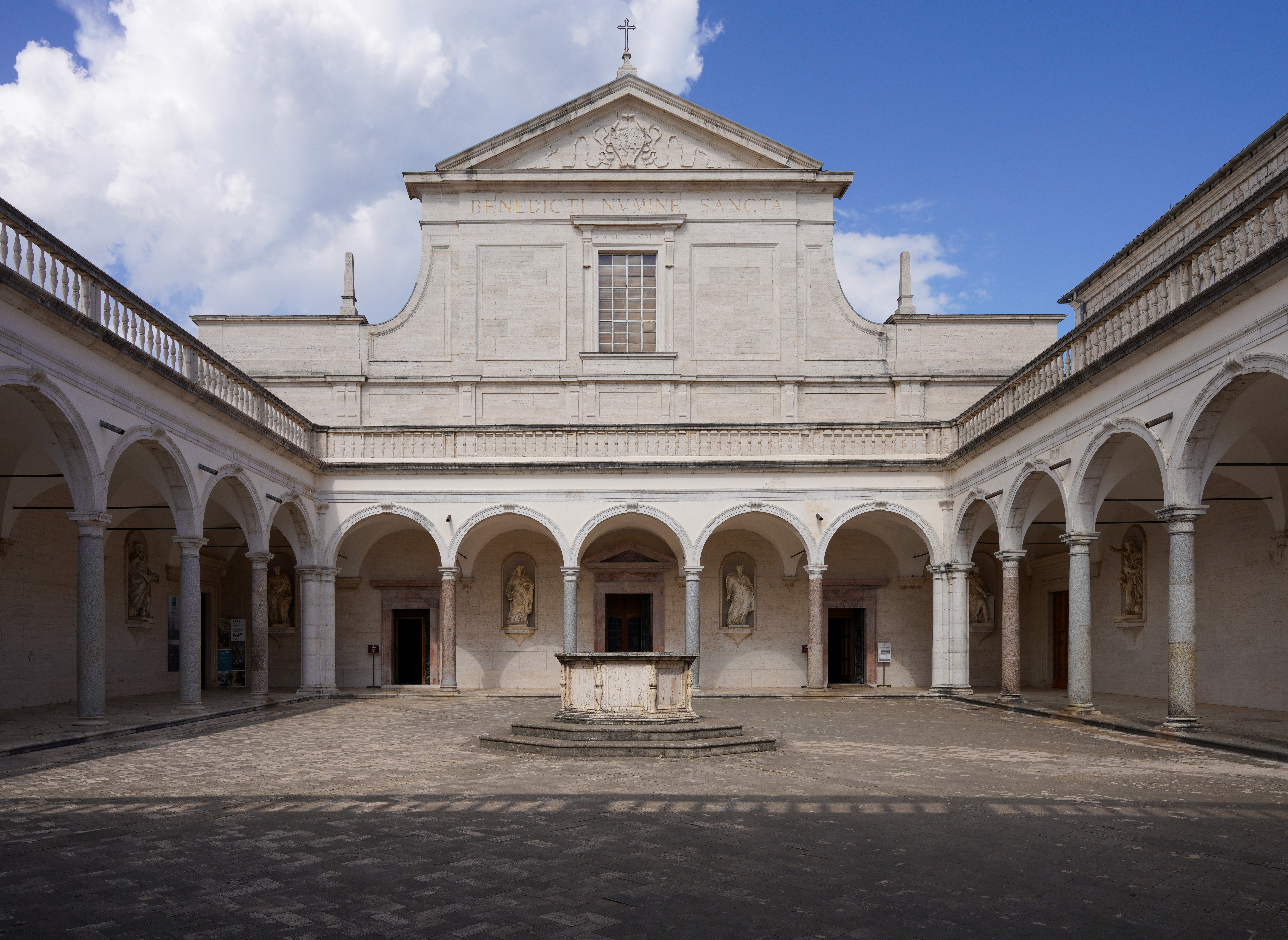
교회 정면

교황 그레고리오 1세의 베네딕토 성인전인 「누르시아의 성 베네딕토의 생애」에 따르면, 수도원은 언덕 꼭대기에 있던 오래된 이교도 유적지인 아폴론 신전 위에 지어졌다. 이 전기에는 그 당시에도 이 지역이 여전히 대부분 이교도적이었다고 기록되어 있다. 베네딕토의 첫 번째 행동은 아폴론 조각상을 부수고 제단을 파괴하는 것이었다. 그런 다음 그는 신전을 재사용하여 성 마르티노에게 봉헌하고, 제단 자리에 성 요한 세례자에게 봉헌된 또 다른 예배당을 지었다.
교황 그레고리오 1세가 전하는 베네딕토의 몬테카시노 점령 기록:
"카시눔이라는 요새는 높은 산 중턱에 위치해 있습니다. 그 산은 이 요새를 넓은 지대에 보호하고 있습니다. 그리고 산은 마치 그 봉우리가 하늘을 향해 뻗어 있는 듯이 그 위로 3마일 높이 솟아 있습니다. 그곳에는 옛날 이교도적인 의식에 따라 어리석은 지역 농부들이 아폴론을 숭배하던 고대 신전이 있었습니다. 그 주변에는 악마 숭배에 바쳐진 숲이 자라 있었고, 심지어 그 당시에도 야만적인 무리가 여전히 불경한 희생 제사에 몰두했습니다. 하느님의 사람 [베네딕토]가 도착했을 때, 그는 우상을 부수고, 제단을 뒤엎고, 숲의 나무들을 베어냈습니다. 그는 아폴론 신전에 성 마르티노에게 바쳐진 예배당을 지었고, 아폴론의 제단이 서 있던 곳에는 성 요한에게 바쳐진 다른 예배당을 지었습니다. 그리고 그는 끊임없는 설교로 그 지역 사람들을 신앙으로 불러 모았습니다.
교황 그레고리오 1세의 베네딕토 전기는 사탄이 수도사들이 그 장소를 용도 변경하는 것을 반대했다고 주장한다. 한 이야기에서 사탄은 보이지 않게 바위에 앉아 돌을 너무 무겁게 만들어 치울 수 없게 만들다가 베네딕토가 그를 쫓아낸다. 또 다른 이야기에서 사탄은 베네딕토를 조롱한 다음 어린 수도사에게 벽을 무너뜨리고, 그 수도사는 베네딕토에 의해 다시 살아난다. 교황 그레고리오는 또한 수도사들이 그 장소를 파다가 청동으로 된 이교도 우상을 발견했다고 전한다 (이 우상은 부엌에 던져졌을 때 베네딕토에 의해 사라질 때까지 불의 환상을 일으켰다).
고고학자 닐 크리스티는 그러한 성인전에서 주인공이 강한 이교 지역을 마주하는 것이 흔했다고 지적한다. 베네딕토 학자 테렌스 카르동은 베네딕토가 지역 이교도들로부터 그 장소를 점령하는 데 왜 더 심한 반대에 부딪히지 않았는지 분석한다. 그는 이것을 서갈리아에서 그들의 성지에 대한 공격에 분노한 이교도들에 의해 투르의 성 마르티노가 직면했던 25년간의 투쟁과 대조시킨다: "베네딕토 시대에는 서유럽에서 이교가 마르티노 시대보다 약한 상태였다. 물론, 마르티노가 주교로서 베네딕토보다 훨씬 더 저명한 성직자였다는 점도 기억해야 한다. 이것은 베네딕토의 수도원 경력에서 고립되고 특이한 에피소드였다. 그러나 마르티노는 4세기에 수도원에서 선교 주교의 역할로 내던져졌다."
베네딕토 학자들(예: 아달베르트 드 보귀에, 테렌스 카르동)은 교황 그레고리오 1세의 베네딕토 전기, 특히 몬테카시노 점령 기록에 술피키우스 세베루스의 「마르티노의 생애」가 큰 영향을 미쳤음을 지적한다. 베네딕토의 이교 성지에 대한 폭력은 몇 세대 전 마르티노의 이교 사당 공격과 성경에 나오는 정복 이스라엘이 약속의 땅으로 들어가는 이야기(출애굽기 34:12-14 참조)를 모두 연상시킨다. 드 보귀에는 다음과 같이 썼다. "이 산은 우상 숭배 민족으로부터 정복되어야 했고 악마적인 공포로부터 정화되어야 했다. 그리고 정복 이스라엘처럼 베네딕토는 바로 이 정화를 수행하기 위해 왔다. 그레고리우스는 파괴 행위를 묘사하는 데 사용하는 용어에서 분명히 알 수 있듯이, 이 성경적 모델을 가장 중요하게 생각했을 것이다. 동시에 그레고리우스나 베네딕토나 성 마르티노가 갈리아의 이교 사당에 대해 취한 유사한 행동 방식을 잊을 수 없었을 것이다."
학자들은 교황 그레고리오 1세의 몬테카시노에 관한 베네딕토의 이야기가 수비아코에서 시작된 서사시의 마지막 배경이라고 본다. 이전 배경에서 베네딕토는 "자신의 공격성을 두 번이나 완전히 제어하는 모습을 보여주었으며, 이제는 하느님의 봉사에서 아무런 제약 없이 사용할 수 있게 되었다." 학자들은 이러한 놀라운 대조가 그레고리오에 의해 강조되지 않고, 오히려 두 배경 모두 동일한 악마적 적과의 단일 전투 기록의 일부로 묘사된다는 점을 지적한다. 사탄이 수비아코에서는 하수인들 뒤에 숨었지만, 몬테카시노에서는 수도원이 건설되는 것을 막기 위한 필사적인 시도를 위해 가면을 벗어던지고, "이러한 사탄적 행동의 폭발의 유일한 원인은 높은 곳에서의 이교 숭배의 억압이다."

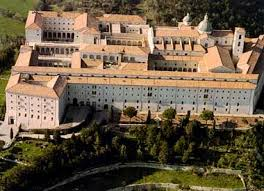

학자들이 몬테카시노에서 베네딕토가 겪은 악마적 현상과 마귀의 환영에 대한 이야기와 사막에서 성 안토니오의 유혹에 대한 이야기 사이에 몇 가지 유사점을 발견하지만, 성 마르티노의 이야기의 영향이 지배적이다. 사탄의 저항은 마르티노의 분노한 이교도 백성을 대신한다. 교황 그레고리오의 전기 구조에 영향을 미쳤을 수도 있는 이야기들과는 달리, 베네딕토의 승리는 실용적이며, 사탄이 몬테카시노에 수도원을 짓는 것을 막는 것을 저지한다. 베네딕토의 기도는 수도원 건설과 사탄에 대한 승리의 원동력으로 묘사되며, 기도를 통해 "수도사 베네딕토는 악마로부터 그가 결코 떠나지 않는 잘 정립된 기반을 빼앗는다." 수도원 완공 후, 이야기 속 사탄의 등장은 수비아코와 같은 수준으로 줄어든다. "성인의 죽음 이후, 그리고 하느님의 허락에 의해서만 다른 적들인 랑고바르드인들이 수도원을 약탈하는 데 성공할 것이다." 몬테카시노에 정착한 후, 베네딕토는 결코 떠나지 않았다. 그는 서구 수도주의의 기본 원칙이 된 베네딕토회 규칙을 썼고, 동고트족의 왕 토틸라의 방문을 받았으며 (아마도 543년, 베네딕토에게 유일하게 원격적으로 확실한 역사적 날짜), 그곳에서 사망했다. 기록에 따르면, "베네딕토는 성 마르티노의 기도소에서 사망했으며, 성 요한의 기도소에 묻혔다."
성 베네딕토의 규칙은 병자를 돌보는 도덕적 의무를 명시했다. 그래서 몬테카시노에서 성 베네딕토는 오늘날 유럽의 새로운 시대에 첫 번째 병원이라고 여겨지는 병원을 설립했다. 베네딕토회 수도사들은 베네딕토의 규칙에 따라 그곳에서 병자와 부상자를 돌보았다. 수도원 일과는 힘든 노동을 요구했다. 병자를 돌보는 일은 너무나 중요한 의무였기 때문에 그들을 돌보는 사람들은 직접 그리스도를 섬기는 것처럼 행동하도록 지시받았다. 베네딕토는 인근 수비아코(로마 동쪽 약 64km)에 수도사들을 위한 12개의 공동체를 설립했으며, 그곳에도 자선을 베풀기 위해 수도원에 부속된 병원들이 세워졌다. 곧 유럽 전역에 많은 수도원들이 설립되었고, 몬테카시노와 같은 병원들이 어디에나 있었다.
교황 그레고리오 1세의 베네딕토의 건축물에 대한 설명은 1944년 파괴 이후 이루어진 고고학적 발견으로 확인되었다. 아달베르트 드 보귀에는 다음과 같이 설명한다. "성 마르티노와 세례자 요한 기도소의 흔적이 발견되었으며, 8세기와 11세기의 추가 건축물과 함께 기독교 이전 시대의 지하실도 발견되었다. 베네딕토가 신전 자체에 지은 첫 번째 기도소는 길이가 12미터, 폭이 8미터에 불과했다. 이를 통해 우리는 상당히 작은 공동체를 추론할 수 있다. 산 정상에 있는 두 번째 기도소는 이교도 제단이 야외에 서 있던 곳으로, 너비는 같지만 길이가 약간 더 길었다 (15.25미터)."

### 580–884

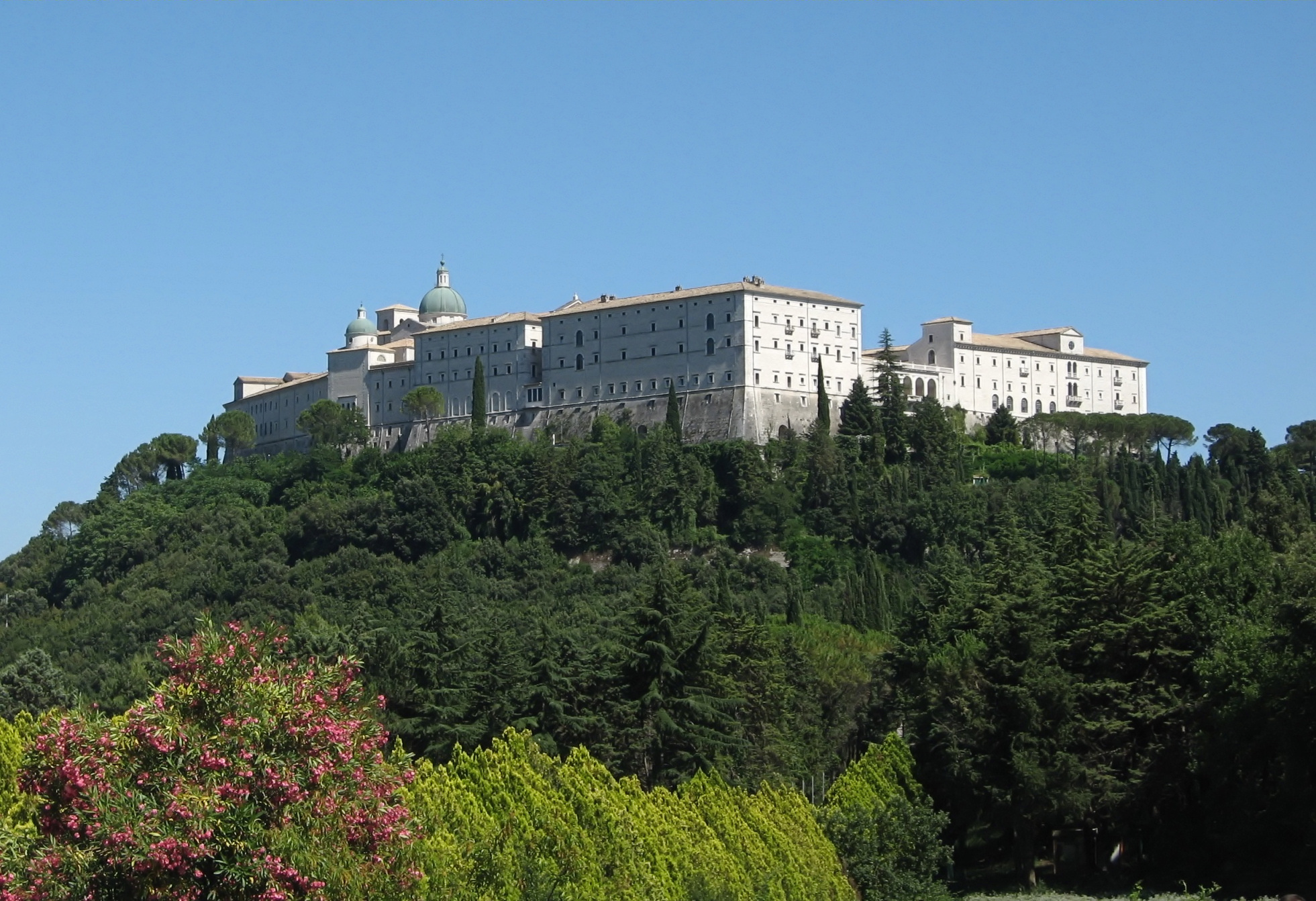
프롬나드와 제2차 세계 대전 후 재건된 수도원

몬테카시노는 미래 발전을 위한 모델이 되었다. 그 눈에 띄는 위치는 항상 전략적으로 중요한 대상이 되었다. 여러 번 약탈되거나 파괴되었다. "그것을 처음 파괴한 것은 580년 랑고바르드인이었고, 마지막은 1944년 연합군 폭격기였다." 581년, 보니투스 아빠스 재임 기간 동안, 랑고바르드인이 수도원을 약탈했고, 살아남은 수도사들은 로마로 도피하여 한 세기 이상 머물렀다. 이 기간 동안 성 베네딕토의 유해는 프랑스 오를레앙 근처의 현대 생브누아-쉬르-루아르의 플뢰리로 옮겨졌다.
페트로낙스 아빠스에 의해 718년에 재건된 후 몬테카시노는 번성기를 맞이했는데, 이때 수도사들 중에는 카롤루스 마르텔루스의 아들인 카를로마누스 (궁재), 랑고바르드 왕 아이스트울프의 전임자인 라치스, 그리고 랑고바르드인의 역사가인 부제 바울 등이 있었다.
744년, 베네벤토의 지술프 2세의 기부는 아바스 관할의 세속적 영지인 테라 상크티 베네딕티를 창설했는데, 이 영지는 교황 외에는 누구에게도 종속되지 않았다. 그리하여 수도원은 랑고바르드의 베네벤토 공국과 해안의 비잔틴 도시 국가들(나폴리, 가에타, 아말피) 사이에 위치한 밀집되고 전략적인 지역을 포함하는 국가의 수도가 되었다.
884년 사라센이 수도원을 약탈하고 불태웠으며, 베르타리우스 아빠스가 공격 중에 살해당했다. 이 시기에 수도원에서 활동한 위대한 역사가들 중에는 9세기 메초조르노의 근본적인 연대기인 『랑고바르드인의 역사』를 저술한 에르켐페르트가 있다.

### 데시데리우스 치하의 수도원

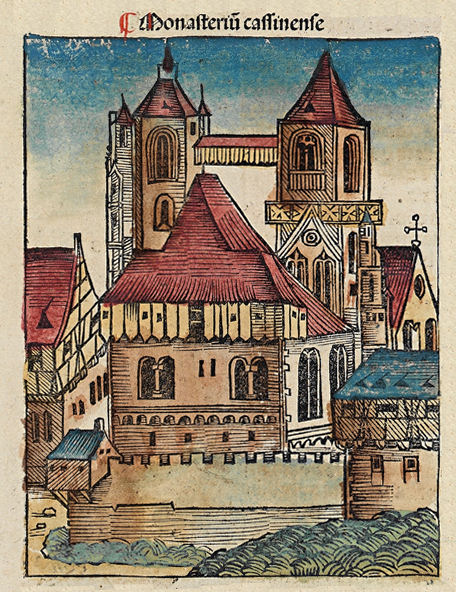
15세기 후반 뉘른베르크 연대기 (folio 144 recto)에 묘사된 수도원 목판화 (144)

몬테카시노는 재건되었고, 후에 교황 빅토르 3세가 된 데시데리우스 아빠스(재위 1058~1087) 치하의 11세기에 명성의 절정에 달했다. 몬테카시노에서 환자를 돌보는 수도사들은 끊임없이 새로운 의학 지식을 필요로 했다. 그래서 그들은 그리스, 로마, 이슬람, 이집트, 유럽, 유대, 동양 작가들의 의학 및 기타 서적을 사고 수집하기 시작했다. 나폴리는 유럽, 중동, 아시아의 많은 해상 교차로에 위치해 있었기 때문에 곧 수도원 도서관은 유럽에서 가장 풍부한 곳 중 하나가 되었다. 그 시대 수도원에는 모든 시대와 국가의 문명의 모든 지식이 축적되었다. 베네딕토회는 귀중한 필사본을 라틴어로 번역하고 필사했다. 수도사의 수는 200명이 넘었고, 도서관, 채식 필사본 제작 학교, 필사본 필경실은 서구 전역에서 유명해졌다. 독특한 베네벤토 서체는 데시데리우스 아빠스 치하에서 번성했다.
의학 서적을 읽고 필사하는 수도사들은 인체 해부학과 치료법에 대해 많은 것을 배웠고, 수도원 병원에서 이론적 기술을 실천에 옮겼다. 10~11세기까지 몬테카시노는 의학 및 기타 과학 분야의 훌륭한 도서관을 갖춘 유럽에서 가장 유명한 문화, 교육, 의료 중심지가 되었다. 많은 의사들이 의학 및 기타 지식을 위해 그곳으로 왔다. 이것이 세계 최초의 고등 의학 학교가 인근 살레르노에 곧 개설된 이유이며, 오늘날 서유럽에서 가장 오래된 고등 교육 기관으로 여겨진다. 이 학교는 9세기까지 몬테카시노 베네딕토회 수도원에 원래 기반을 두었으며 나중에 살레르노에 정착했다. 따라서 몬테카시노와 베네딕토회는 중세 의학과 과학의 발전에 큰 역할을 했으며, 성 베네딕토 자신도 그의 삶과 업적으로 유럽 문명과 문화 발전에 근본적인 영향을 미쳤으며 유럽이 로마 제국 멸망 이후의 "역사의 암흑기"에서 벗어나는 데 도움을 주었다.
수도원 건물은 11세기에 웅장한 규모로 재건되었고, 아말피, 롬바르디아, 심지어 콘스탄티노폴리스에서도 예술가들이 초청되어 다양한 작업을 감독했다. 최대한의 화려함으로 재건되고 장식된 수도원 교회는 1071년에 교황 알렉산데르 2세에 의해 봉헌되었다. 이 시기의 수도원에 대한 상세한 기록은 오스티아의 레오의 『카시눔 수도원 연대기』에 남아 있으며, 몬테카시노의 아마투스는 남부의 초기 노르만인에 대한 최고의 자료를 제공한다.

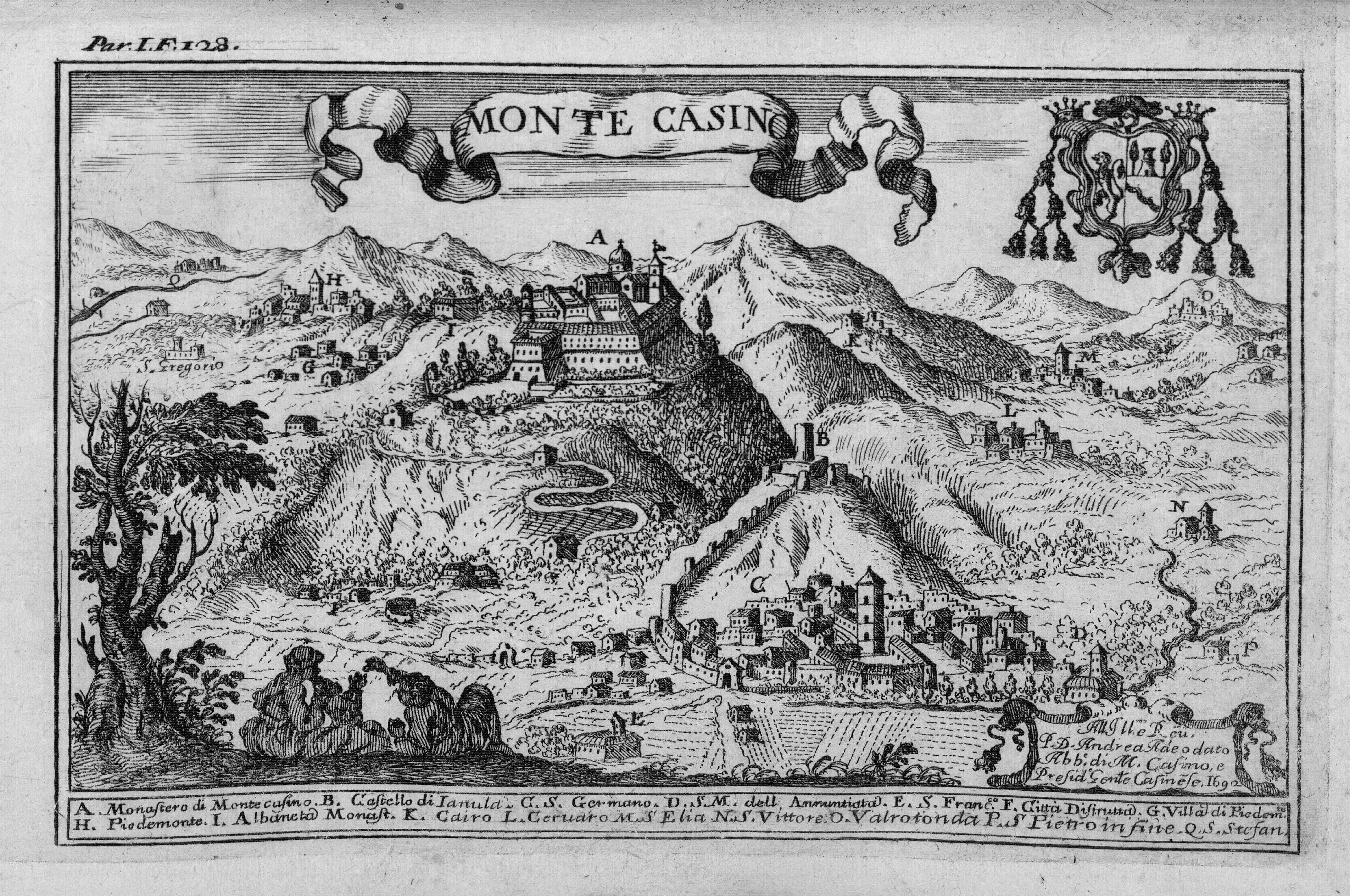
조반 바티스타 파치켈리의 1703년작 『나폴리 왕국 조감도』에 묘사된 수도원

데시데리우스 아빠스는 1066년 이후 콘스탄티노폴리스에 사절을 보내 재건된 수도원 교회의 장식을 위해 전문 비잔틴 모자이크 예술가들을 고용했다. 연대기 작가 오스티아의 레오에 따르면 그리스 예술가들은 바실리카의 앱스, 아치, 현관을 장식했다. 그들의 작품은 당대 사람들에게 칭송받았지만, 두 조각의 그레이하운드(현재 몬테카시노 박물관에 소장)를 제외하고는 후세에 완전히 파괴되었다. "아빠스는 그의 지혜로 수도원의 많은 젊은 수도승들이 이러한 예술에 철저히 입문해야 한다고 결정했다"고 연대기 작가는 중세 이탈리아에서 모자이크 예술의 부흥에 그리스인들이 한 역할에 대해 말한다.
건축사학자 케네스 존 코난트는 데시데리우스의 재건축에 첨두 아치가 포함되었으며, 이는 고딕 건축의 초기 발전에 큰 영향을 미쳤다고 보았다. 클뤼니의 위그 아빠스는 1083년에 몬테카시노를 방문했고, 5년 후에 클뤼니 대수도원에 세 번째 교회를 짓기 시작했으며, 이 교회에는 첨두 아치가 포함되어 중세 건축의 주요 전환점이 되었다.

### 후기 역사
1349년 지진으로 수도원은 피해를 입었고, 재건되었지만 이는 오랜 쇠퇴기의 시작을 알렸다. 1321년, 교황 요한 22세는 몬테카시노 교회를 대성당으로 만들었고, 수도원의 주교 간섭으로부터의 신중하게 보존된 독립은 끝이 났다. 이 상황은 베네딕토회 수도사였던 교황 우르바노 5세에 의해 1367년에 역전되었다. 1505년에 수도원은 파두아의 성 유스티나 수도원과 합쳐졌다.
이 수도원은 1799년 프랑스 혁명군에 의해 약탈당했다. 1866년 이탈리아 수도원 해체 이후, 몬테카시노는 국가 기념물이 되었다.

### 몬테카시노 전투
제2차 세계 대전의 이탈리아 전역에서 카시노 시는 독일군의 161킬로미터(100마일) 구스타프 방어선의 일부를 형성했으며, 이는 연합군이 북쪽으로 진격하는 것을 막는 것을 목표로 했다. 그러나 수도원 자체는 처음에 독일군이 요새의 일부로 사용하지 않았다. 케셀링 장군이 역사적 기념물을 존중했기 때문이다. 구스타프 방어선은 티레니아해에서 동쪽 아드리아해 연안까지 뻗어 있었고, 몬테카시노 자체는 6번 고속도로를 내려다보며 로마로 가는 길을 막고 있었다.
몬테카시노 전투(1944년 1월~5월) 중에 수도원은 심하게 손상되었다. 1944년 2월 15일, 미국 주도의 일련의 대규모 공습으로 거의 파괴되었다. 해럴드 알렉산더 경 장군은 수많은 연합군 사령관들의 지원을 받아 폭격을 명령했는데, 이는 영국령 인도 육군 장교들로부터 독일군이 수도원을 점령하고 있다는 여러 보고가 있었기 때문이었다. 수도원은 현장에서 싸우는 모든 이들에게 중요한 관측소로 여겨졌다. 그러나 폭격 당시 수도원에는 독일군이 없었다. 이후 조사 결과, 폭격으로 수도원에서 사망한 유일한 사람들은 그곳에서 피난처를 찾고 있던 230명의 이탈리아 민간인이었다. 폭격 후 수도원의 폐허는 제1강하사단의 독일 강하엽병 공수부대에 의해 점령되었는데, 폐허가 훌륭한 방어 엄폐물을 제공했기 때문이다.

### 전후 역사
수도원은 전쟁 후 재건되었다. 1950년대 초, 이탈리아 공화국 대통령 루이지 에이나우디는 재건에 상당한 지원을 아끼지 않았다. 교황 바오로 6세는 1964년 10월 24일 재건된 바실리카를 축성했다. 재건 기간 동안, 수도원 도서관은 도시의 성 히에로니무스 교황청 수도원에 보관되었다. 2013년 6월 12일 교황 프란치스코가 사임을 수락하기 전까지 몬테카시노의 수도원장은 피에트로 비토렐리였다. 2014년 10월 23일 바티칸 일간지는 그의 후임자인 도나토 올리아리 임명과 함께 수도원 부지 외곽 지역이 소라-아퀴노-폰테코르보 교구로 이관되었으며, 현재는 소라-카시노-아퀴노-폰테코르보 교구로 이름이 변경되었다고 발표했다.

## 보물
1943년 12월, 약 1,400권의 대체 불가능한 코덱스 필사본(주로 교부학과 역사 관련)과 수도원 역사 및 로마의 키츠-셸리 기념관 소장품과 관련된 방대한 수의 문서들이 안전을 위해 수도원 기록 보관소로 보내졌다. 독일 장교 율리우스 슐레겔 중령(로마 가톨릭 신자)과 막시밀리안 베커 대위(개신교 신자), 두 사람 모두 헤르만 괴링 기갑사단 소속이었는데, 전투 초기에 이들을 바티칸으로 옮겼다.
그러나 수정주의 작가 프란츠 쿠로프스키의 『헤르만 괴링 강하사단 역사: 국가원수 병사들』에 따르면, 120대의 트럭에 수도원 자산과 예술품이 실려 안전하게 보관되었다고 한다. 반면에 로버트 에드셀(2006)은 약탈이었을 가능성을 추측한다. 트럭은 1943년 10월에 적재되어 출발했고, "격렬한" 항의 끝에야 바티칸에 도착했으며, 나폴리의 카포디몬테 미술관 소유물 15상자는 제외되었다. 에드셀은 이 상자들이 1943년 12월 괴링의 "생일" 선물로 전달되었다고 덧붙인다. 그러나 이것은 입증되지 않았다.

## 인물

### 매장
- 교황 빅토르 3세

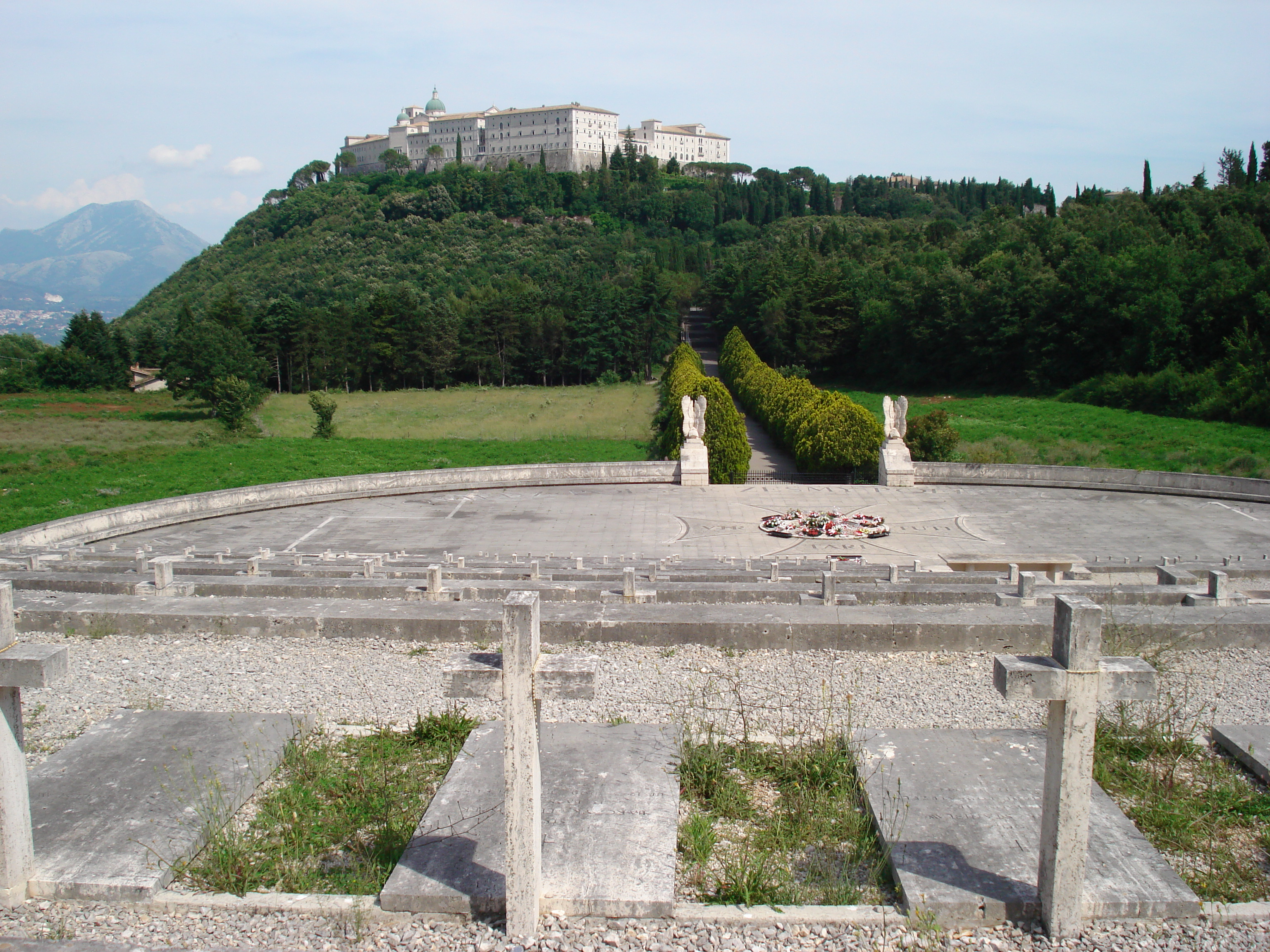
폴란드군 묘지에서 본 전경

- 도메니코 바르톨리니 추기경 (1813–87)
- 성 아폴리나리스, 몬테카시노 아빠스, 축일은 11월 27일
- 성 베네딕토
- 성 베르타리우스, 몬테카시노 아빠스
- 유제프 가블리나, 대주교 겸 사단장
- 요한 그라데니고
- 성 스콜라스티카
- 살레르노의 시겔가이타
- 카를로마누스 (궁재)
- 브와디스와프 안데르스
- 폴란드 제2군단 단원
- 피에로 데 메디치

## 같이 보기
- 몬테카시노 전투
- 몬테카시노 폴란드군 묘지
- 몬테카시노의 붉은 양귀비
- 산 조반니 인 베네레 대수도원
- 산 리베라토레 아 마이엘라
- 노섬브리아 육군 사관후보생 부대의 카시노 밴드
- 몬테카시노의 붉은 양귀비
- 형제애의 등불, 제2차 세계 대전 후 화해를 증진하기 위해 몬테카시노에서 배포된 등불